# Aline Sitoé Diatta (Aktivistin)
Aline Sitoé Diatta (* 1920 in Kabrousse, Département Oussouye; † 22. Mai 1944 in Timbuktu, Mali) war eine senegalesische Prophetin und Freiheitskämpferin gegen die Kolonialmacht Frankreich.

## Biographie
Aline Sitoé Diattas wurde in Kabrousse im Südwesten der Casamance an der Küste des Atlantischen Ozeans als Tochter von Assonelo und Silisia Diatta geboren. Sie war eine Angehörige der Diola. Sie verwaiste früh und wurde von ihrem Onkel Elaballin Diatta väterlicherseits aufgezogen. Als dieser ebenfalls starb, zog sie nach Ziguinchor, wo sie im Hafen arbeitete, und später nach Dakar, damals Hauptstadt von Französisch-Westafrika, wo sie als Hausangestellte bei einem französischen Siedler Arbeit fand.  Dort traf sie einen Mann, der ebenfalls in Kabrousse gebürtig war, Thomas Diatta, einen Hafenarbeiter im Hafen von Dakar, und sie bekam eine Tochter namens Seynabou. Ob die beiden verheiratet waren, ist ungeklärt, ebenso das spätere Schicksal von Thomas Diatta.
1941 soll Diatta eine „Vision“ gehabt haben, die sie zum Kampf gegen die französische Kolonialmacht aufrief. Es heißt, sie habe diese Stimme, die sie dem Gott der Diola, Emitaï, zuschrieb, zunächst für einige Tage ignoriert. Vier Tage später sei sie gelähmt gewesen; in anderen Quellen heißt es hingegen, sie sei von Kindheit gelähmt gewesen. Daraufhin sei sie in die Casamance zurückgekehrt, die Lähmung sei verschwunden, aber ein leichtes Humpeln zurückgeblieben. Sie wurde zur Königin ihres Dorfes Kabrousse gewählt und von ihrem Volk als Prophetin angesehen. Sie wurde „die Frau, die mehr als ein Mann war“ genannt. Ihr wurden Heilkräfte nachgesagt, und viele Menschen pilgerten zu ihr, um ein Wunder zu erleben. Sie organisierte Zeremonien, bei denen Tiere geopfert und von ihr geschaffene Lieder gesungen wurden sowie getanzt wurde. Nachdem es im Juni 1942 regnete, wurde dies ihren übernatürlichen Fähigkeiten zugesprochen. Diattas Anziehungskraft auf die Menschen versetzte die Franzosen in Alarmbereitschaft.
Als die französischen Behörden wegen des Krieges die Hälfte der Reisernte der Region beschlagnahmten, begann Aline Sitoé Diatta zusammen mit anderen Marktfrauen eine Kampagne: Sie rief die Bevölkerung dazu auf, die Zusammenarbeit mit den Franzosen zu verweigern, keine Steuern mehr zu zahlen und die Forderung abzulehnen, anstelle von Reis Erdnüsse anzubauen sowie die Einberufung in die französische Armee zu verweigern. Auch forderte sie bessere Arbeitsbedingungen und das Recht auf Religionsausübung. In der Folge kam es zu Aufständen. Zu dieser Zeit stand Senegal unter der Herrschaft des Vichy-Regimes.
Die französischen Streitkräfte verübten mehrere Mordanschläge auf Diatta, und am 8. Mai 1943 wurde sie gemeinsam mit 17 Männern verhaftet, die ebenso wie sie zu hohen Strafen verurteilt wurden. Elf davon starben im ersten Jahr ihrer Haft. Spätere historische Forschungen sprechen davon, dass die Franzosen Aline Sitoé Diatta und ihre Mithäftlinge als „Sündenbock“ benutzten, um der Revolte in der Bevölkerung Einhalt zu gebieten. Im Jahr darauf starb Diatta im Alter von 24 Jahren im Gefängnis in Timbuktu in Mali an Skorbut. Sie hinterließ ihre Tochter.

## Rezeption

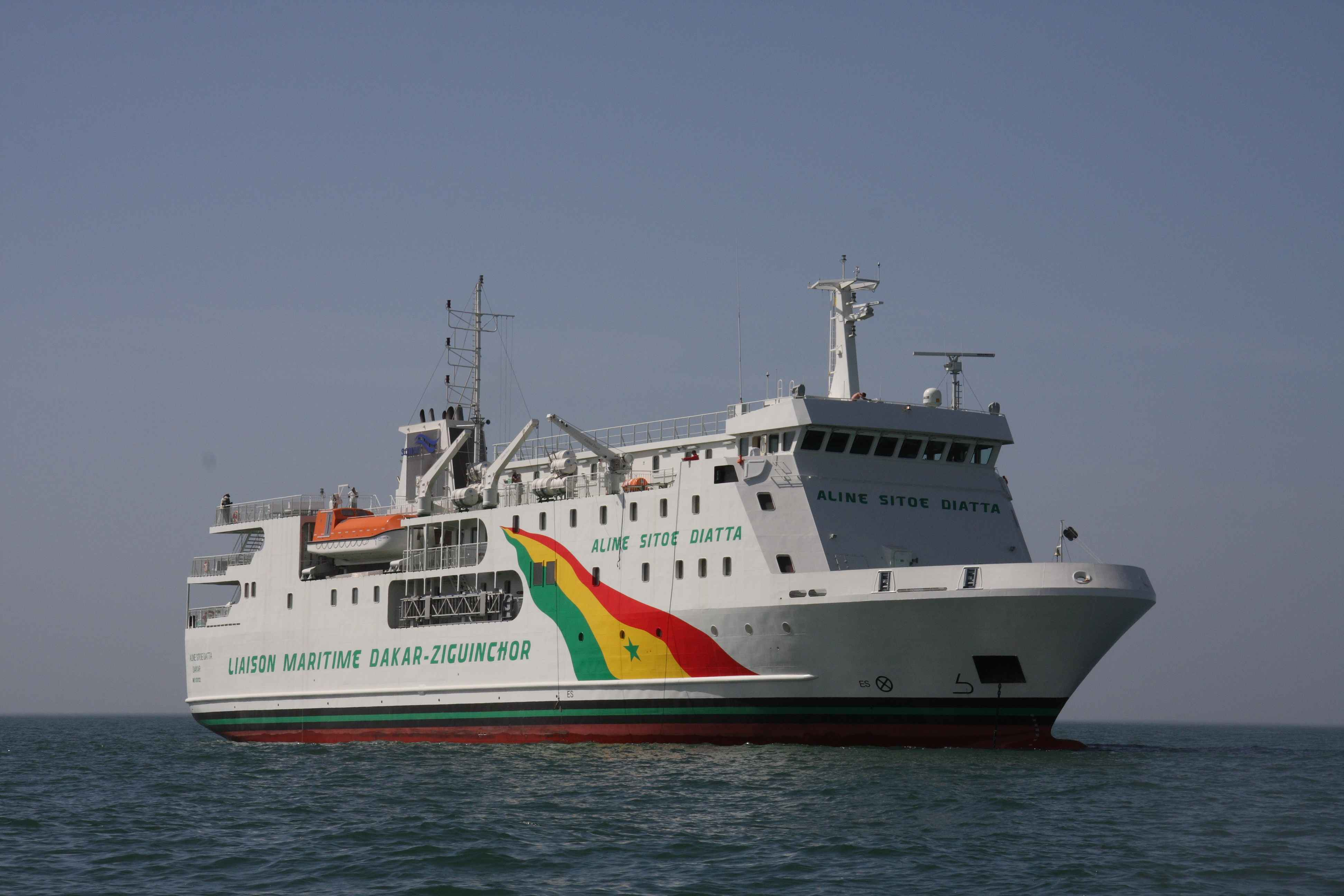
Die Aline Sitoe Diatta

Es war der senegalische Priester und Politiker Augustin Diamacoune Senghor, der Aline Sitoé Diatta ab den 1980er Jahren zur nationalen Heldin als ideologischen Unterbau zu seiner eigenen Politik aufbaute. Mit dem damaligen Präsidenten Abdou Diouf stritt er über die Deutungshoheit und wem Diatta nun „gehöre“. Auch initiierte er Recherchen zu ihrer Haft und ihrem Tod, der bis dahin nicht offiziell festgestellt war.
Aline Sitoé Diattas wird in Senegal in vielfacher Hinsicht gedacht: So trägt die Personenfähre, die seit 2008 zwischen Ziguinchor und Dakar verkehrt, den Namen Aline Sitoe Diatta. In Ziguinchor, der Hauptstadt der Casamance. trägt ein 1992 für den Afrika-Cup gebautes Stadion ihren Namen, im Stadtbezirk Fann-Point E-Amitié der Hauptstadt Dakar wurde das Stadtquartier Cité Claudel umbenannt in Cité Aline Sitoe Diatta, wo viele Studenten der Université Cheikh Anta Diop de Dakar wohnen. Sie wird als Heldin des zivilen Ungehorsams gesehen oder als afrikanische Jeanne d’Arc.
Seit den 1990er Jahren wurde das Leben von Diatta vielfach von Künstlerinnen und Künstlern aufgegriffen, die so die historische Erinnerung beeinflussten. Der Musiker Alioune Kassé verfasste ein Lied über sie. Der Autor Marouba Fall schrieb das Theaterstück Dame de Kabrus sowie das Buch Aliin Sitooye Jaata: ou la Dame de Kabrus, das sich um Diatta dreht.
2004 feierten Schülerinnen aus der Casamance auf dem Gelände der ehemaligen Cité Claudel, die heute nach Diatta benannt ist, zwei Tage lang die Kulturtage Aline Sitoé Diatta. Auch forderten sie die Rückführung von Diattas Asche aus Mali nach Senegal, deren Verbleib allerdings ungeklärt ist.